# Legio VII Claudia
La legio VII Paterna Claudia Pia Fidelis ("paterna" nel senso che deriverebbe dalla legio VII del padre adottivo di Ottaviano, Gaio Giulio Cesare; "fedele e leale") fu riformata da Augusto dopo la battaglia di Azio del 31 a.C., ed esistette almeno fino alla fine del IV secolo, quando svolgeva compiti di pattuglia nel medio corso del Danubio. Il suo emblema, come quello di tutte le legioni cesariane, era il toro, insieme con il leone.

## Storia

### Periodo repubblicano
Prese parte alla guerra civile tra Cesare e Gneo Pompeo Magno combattendo a fianco del primo nella battaglia di Farsalo. Sciolta dopo Tapso nel 46 a.C., fu formata nuovamente da Marco Antonio, con un nucleo di veterani che mal si erano adattati alla vita civile, nel 44 a.C. Dopo la battaglia di Filippi passò dalla parte di Ottaviano, con il quale rimase fino alla battaglia di Azio del 31 a.C., confluendo infine nella VII Paterna Macedonica poi Claudia. Vale la pena sottolineare che, questa legione non sembra sia da identificare con la omonima VII di Marco Antonio, reclutata in Oriente, probabilmente durante il suo soggiorno a fianco della regina d'Egitto, Cleopatra VII.

### Periodo imperiale
Nel 42 ottenne il titolo di Claudia Pia fidelis in seguito alla rivolta del governatore della provincia di Dalmazia, Furio Camillo Scriboniano, poiché le legioni (VII e XI) lo sostennero solo per quattro giorni e la rivolta non si estese. Claudio per questi motivi premiò la lealtà delle legioni dalmatiche.